# Cacimbinhas
Cacimbinhas é um município brasileiro do estado de Alagoas.

## História
O município de Cacimbinhas teve origem no Sítio Choan, onde caçadores vindos de Pernambuco acampavam. Próximo ao sítio havia uma cacimba junto a um pé de limoeiro. Com o movimento das pessoas que paravam para descansar no local, outras cacimbas foram abertas, originando o nome "Sítio Cacimbinha", que depois passou a ser "Cacimbinha", posteriormente sendo "Cacimbinhas". De acordo descendentes de um dos patriarcas da região, um dos primeiros habitantes chegaram por volta de 1830. O Alferes João da Rocha Pires comprou vinte léguas de terras e construiu uma casa e uma capela, esta que é a mais antiga da região. Um de seus quatro filhos, Félix da Rocha, casou-se e foi morar onde hoje é o centro da cidade. Ele e o sogro, Amaro da Silva, são considerados os verdadeiros fundadores de Cacimbinhas. Em 1893 chegou a Cacimbinhas José Gonzaga, que contribuiu decisivamente para o progresso da região. Construiu sua casa e criou a primeira feira, com um grande movimento. Associou-se a Clarindo Amorim para a construção da linha do telégrafo, ligando Palmeira dos Índios a Santana do Ipanema. O negócio não deu certo e José Gonzaga foi à falência. A emancipação política aconteceu em 1958. Tendo como primeiro prefeito Simão José Januário e seu vice José Brás Amorim.

## Turismo
Cacimbinhas tem dois pontos de interesse turístico: a Serra do Cruzeiro, onde existe a capela de São Francisco, datada de 1830, e o castelo medieval da Fazenda Alfredo Maya.